# العلاقات الإسرائيلية اللاتفية
العلاقات الإسرائيلية اللاتفية هي العلاقات الثنائية التي تجمع بين إسرائيل ولاتفيا.

## مقارنة بين البلدين
هذه مقارنة عامة ومرجعية للدولتين:
| وجه المقارنة                                              | إسرائيل                                                             | لاتفيا                                             |
| --------------------------------------------------------- | ------------------------------------------------------------------- | -------------------------------------------------- |
| المساحة (كم2)                                             | 20.77 ألف                                                           | 64.59 ألف                                          |
| عدد السكان (نسمة)                                         | 8.89 مليون                                                          | 1.93 مليون                                         |
| الكثافة السكانية (ن./كم²)                                 | 428.02                                                              | 29.88                                              |
| العاصمة                                                   | القدس                                                               | ريغا                                               |
| اللغة الرسمية                                             | اللغة العبرية، اللغة العربية                                        | اللغة اللاتفية                                     |
| العملة                                                    | شيكل إسرائيلي جديد، شيكل إسرائيلي قديم، جنيه فلسطيني، جنيه إسرائيلي | يورو، لاتس لاتفي، الروبل اللاتفي ‏، الروبل اللاتفي ‏ |
| الناتج المحلي الإجمالي (بليون دولار)                      | 350.85 مليار                                                        | 30.26 مليار                                        |
| الناتج المحلي الإجمالي (تعادل القوة الشرائية) بليون دولار | 306.51 مليار                                                        | 49.24 مليار                                        |
| الناتج المحلي الإجمالي الاسمي للفرد دولار أمريكي          | 35.73 ألف                                                           | 14.06 ألف                                          |
| الناتج المحلي الإجمالي للفرد دولار أمريكي                 | 36.58 ألف                                                           | 23.55 ألف                                          |
| مؤشر التنمية البشرية                                      | 0.899                                                               | 0.819                                              |
| رمز المكالمات الدولي                                      | +972                                                                | +371                                               |
| رمز الإنترنت                                              | .il                                                                 | .lv                                                |
| المنطقة الزمنية                                           | توقيت إسرائيل، Israel Summer Time ‏                                  | ت ع م+02:00، ت ع م+03:00، أوروبا/ريغا ‏             |

## مدن متوأمة
في ما يلي قائمة باتفاقيات التوأمة بين مدن إسرائيلية ولاتفية:
- ترتبط الرملة مع داوغافبيلس باتفاقية توأمة منذ 17 نوفمبر 2003.[18][18]

## منظمات دولية مشتركة
يشترك البلدان في عضوية مجموعة من المنظمات الدولية، منها:
| علم المنظمة | اسم المنظمة                               | تاريخ انضمام إسرائيل | تاريخ انضمام لاتفيا |
| ----------- | ----------------------------------------- | -------------------- | ------------------- |
|             | مؤسسة التنمية الدولية                     | 22 ديسمبر 1960       | 11 أغسطس 1992       |
|             | منظمة التعاون الاقتصادي والتنمية          | 7 سبتمبر 2010        | 16 يونيو 2016       |
|             | الأمم المتحدة                             | 11 مايو 1949         | 17 سبتمبر 1991      |
|             | منظمة التجارة العالمية                    | 21 أبريل 1995        | 1999                |
|             | منظمة الشرطة الجنائية الدولية             | ?                    | ?                   |
|             | المركز الدولي لتسوية المنازعات الاستشارية | 22 يوليو 1983        | 7 سبتمبر 1997       |
|             | الاتحاد الدولي للاتصالات                  | 24 يونيو 1948        | 11 ديسمبر 1921      |
|             | الفريق المعني برصد الأرض                  | ?                    | ?                   |
|             | البنك الدولي للإنشاء والتعمير             | 12 يوليو 1954        | 11 أغسطس 1992       |
|             | الاتحاد البريدي العالمي                   | ?                    | ?                   |
|             | مؤسسة التمويل الدولية                     | 26 سبتمبر 1956       | 29 سبتمبر 1993      |
|             | وكالة ضمان الاستثمار متعدد الأطراف        | 21 مايو 1992         | 21 أغسطس 1998       |
|             | يونسكو                                    | 16 سبتمبر 1949       | 9 يوليو 1951        |

## وصلات خارجية
- موقع وزارة الخارجية الإسرائيلية
- موقع وزارة الخارجية اللاتفية